# Salem, Tamil Nadu
Pentru alte sensuri vezi Salem (dezambiguizare).
Salem este un oraș cu 693.236 loc (2001) din statul Tamil Nadu, India.